# Yuki Yoshihara
Yuki Yoshihara (吉原 由起, Yoshihara Yuki) est une mangaka née un 20 février, connue pour ses josei tel que Ai suru Hito (cours de séduction en 20 leçons) et Darling (la recette de l'amour).
Elle est connue pour ses histoires déjantées, peu crédibles mais bourrées d'humour, accompagnées d'une pointe de sexe jamais vulgaire.

## Liste des mangas de Yuki Yoshihara
| Titre                                                    | Date       | Japon      | Volumes | France            | Commentaire                               |
| -------------------------------------------------------- | ---------- | ---------- | ------- | ----------------- | ----------------------------------------- |
| Dakishimete ROSE                                         | 15-05-1991 | Shogakukan | 1       |                   | Cherche son style                         |
| Cinderella ni naritai                                    | 15-10-1991 | Shogakukan | 1       |                   |                                           |
| O-Bo-Re-Ta-I                                             | 26-03-1994 | Shogakukan | 6       |                   | Quotidien                                 |
| Haa Haa                                                  | 26-02-1996 | Shogakukan | 3       |                   | Entre profs                               |
| Darling - La recette de l'amour                          | 25-10-1997 | Shogakukan | 8       | Panini Manga      | Vie d'un couple                           |
| Mata Mata O-Bo-Re-Ta-I                                   | 26-03-1998 | Shogakukan | 3       |                   |                                           |
| Anata to senya ichiya                                    | 15-07-2000 | Shogakukan | 2       |                   |                                           |
| Ai suru hito (les amants)                                | 24-04-2002 | Shogakukan | 4       | Génération comics | Trio, femme et deux frères                |
| Ningyo Ouji                                              | 26-09-2003 | Shogakukan | 1       |                   |                                           |
| Itadakimasu (bon appétit)                                | 26-02-2004 | Shogakukan | 4       | Soleil manga      | Différence d'âge                          |
| Chou yo Hana yo - Ma petite maîtresse                    | 24-02-2006 | Shogakukan | 8       | Soleil Manga      | Maîtresse & employée / Patron & serviteur |
| Kuraku Naru Made Matenai                                 | 24-02-2006 | Shogakukan | 1       |                   |                                           |
| Pretty in Blue                                           | 24-02-2006 | Shogakukan | 1       |                   |                                           |
| Anata ja naito                                           | 26-10-2007 | Shogakukan | 1       |                   |                                           |
| Sheet no Sukima                                          | 25-04-2008 | Shogakukan | 1       |                   | Drame                                     |
| Yuki Yoshihara Best Selection                            | 25-04-2008 | Shogakukan | 1       |                   | Recueils                                  |
| Venus ni arazu                                           | 10-12-2009 | Shogakukan | 2       | Panini Manga      | Modèle et sculpteur                       |
| Chocolate Girl                                           | 08-10-2010 | Shogakukan | 3       | Panini Manga      | Acteur et agent                           |
| Oichirakashite - Petites mésaventures amoureuses         | 2012       | Shogakukan | 4       | Soleil Manga      | Recueils d'histoires courtes              |
| Le diable s'habille en soutane - Mephistopheles wa Dare? | 2014       | Shogakukan | 3       | Soleil Manga      | Pasteur et servante d'assemblée           |